# マシブレレ・マケプラ
マシブレレ・マケプラ（Masibulele Makepula、1973年3月3日 - ）は、南アフリカ共和国の男子プロボクサー。元WBO世界ライトフライ級王者。東ケープ州イースト・ロンドン出身。

## 来歴
マケプラは1995年に全アフリカアマチュア選手権大会ライトフライ級で金メダルを獲得した。
1996年にアトランタオリンピックに出場。初戦は初回ストップ勝ちを収めるも2回戦では判定で敗れて敗退した。
オリンピックから1か月後の1996年9月10日、マケプラはプロデビューを果たし3回TKO勝ちで白星でデビューを飾った。
その後は国内タイトルに挑戦せずじっくり試合を多くこなしたマケプラは1998年9月22日、初めての海外試合がアメリカデビュー戦。ニューヨークマディソン・スクエア・ガーデンでラファエル・トーレスとWBU世界ライトフライ級王座決定戦を行い、5回3-0(3者とも40-36)の負傷判定勝ちを収め王座獲得に成功した。
1999年2月27日、イギリスロンドンヨーク・ホールでロレンソ・テージョと対戦し12回3-0(120-107、2者が120-108)の判定勝ちを収め初防衛に成功した。
1999年8月28日、ホセ・ロウリーノと対戦し初回2分46秒KO勝ちを収め2度目の防衛に成功した。
2000年2月19日、マイケル・カルバハルのフライ級転向で返上し空位になったWBO世界ライトフライ級王座決定戦を6代前の王者で南アフリカのプロボクサーで史上初の2階級制覇を達成したジェイコブ・マトラーラと対戦。試合前の前評判は圧倒的にマトラーラが優位だったが12回3-0(117-112、118-112、117-114)の判定勝ちで下馬評を覆しマトラーラの3年振りの王座返り咲きを阻止し17戦全勝で王座獲得に成功した。
2000年5月24日、マルコス・ラモン・オブレゴンと対戦し12回3-0の判定勝ちを収めWBU王座3度目の防衛に成功した。
2000年7月、マケプラはWBO世界ライトフライ級王座を返上した。
2000年11月10日、ネバダ州ラスベガスのマンダレイ・ベイ・イベント・センターでIBF世界フライ級王者イレーネ・パチェコと対戦し長いリーチで激しい打撃戦で優位に立つも12回0-2(110-118、111-117、114-114)の判定負けを喫しプロ初黒星を喫しマトラーラーに続く2階級制覇に失敗した。
2002年1月26日、ロンドンのヨーク・ホールでメルビン・マルガーモとIBO世界フライ級王座決定戦を行い、9回2分9秒TKO勝ちを収め王座獲得に成功した。
2002年9月14日、後にビック・ダルチニアンに世界挑戦をするムズキシ・シカリと対戦し12回0-2(2者が112-116、114-114)の判定負けで初防衛に失敗し王座から陥落した。
2003年10月3日、1年振りの復帰戦でムズキシ・シカリとリマッチを行ったが自身初のKO負けとなる4回2分50秒TKO負けを喫し王座返り咲きに失敗した。
2004年4月24日、ランカー候補ルンガ・ントンテラと対戦し3回2分14秒TKO勝ちを収めた。
2004年11月19日、WBC世界スーパーフライ級ランカーセルジオ・カルロス・サンティランと対戦し5回にダウンを奪うと最終10回終了まで残り1秒の技ありのダウンを奪ってカウントアウト。10回2分59秒KO勝ちを収めランカーを手に入れた。
2005年2月25日、ロリー・ルナスとWBCインターナショナルスーパーフライ級王座決定戦を行い12回3-0(119-112、119-111、118-111)の判定勝ちを収め王座獲得に成功した。
2006年2月10日、ジュン・タラペと対戦し6回1分41秒KO勝ちを収め初防衛に成功した。
2006年3月31日、クリストファー・ロドリゲスと対戦し初回にダウンを奪うと一方的にマケプラのペースになり12回3-0(3者とも119-108)の判定勝ちを収め2度目の防衛に成功した。
2006年9月23日、テキサス州ダッジ・アリーナでWBC世界スーパーフライ級王者クリスチャン・ミハレスへの挑戦権を賭け後にメキシコ初の5階級制覇を達成するホルヘ・アルセと対戦した。初回から一方的にアルセのペースになり打たれまくってレフェリーが即座に救い出してストップがかかり試合終了。4回1分0秒TKO負けを喫しミハレスへの挑戦権獲得に失敗した。
2008年5月31日、ゾリレ・ムビチーとIBO世界スーパーフライ級王座決定戦を行い、12回1-2(113-115、113-116、116-115)の判定負けを喫し王座獲得に失敗しこの試合を最後に現役を引退した。

## 獲得タイトル
- WBU世界ライトフライ級王座
- WBO世界ライトフライ級王座（防衛0度=返上）
- IBO世界フライ級王座
- WBCインターナショナルスーパーフライ級王座